# Tisagronia
Tisagronia là một chi bướm đêm thuộc họ Noctuidae.

## Các loài tiêu biểu
- Tisagronia pexa (Berg, 1877)